# Стрелковая дивизия РККА
Стрелковая дивизия РККА — основное общевойсковое оперативно-тактическое, позднее тактическое, формирование (войсковое соединение, дивизия) РККА ВС СССР, относящееся по роду войск к стрелковым войскам.
Применяемое в рабочих документах сокращение — сд (пример, 41 сд).

## Описание
36. Стрелковыми соединениями являются стрелковые дивизии и стрелковые корпуса.

Стрелковая дивизия — основное общевойсковое тактическое соединение.

Она состоит из частей разных родов войск, имеет постоянный состав и способна к самостоятельному ведению всех видов боя.

Главной составной частью стрелковой дивизии является пехота.

Как правило, стрелковая дивизия неделима. Однако для выполнения отдельных тактических задач из стрелковой дивизии могут выделяться временные отряды, состоящие из частей и подразделений разных родов войск (передовые отряды, авангарды, арьергарды и др.).

Несколько стрелковых дивизий (от 2 до 4) составляют стрелковый корпус.— Полевой устав Рабоче-Крестьянской Красной Армии (ПУ-39), Москва, Государственное Военное Издательство Наркомата Обороны Союза ССР (Воениздат), 1939 год
Стрелковая дивизия представляет собой войсковое соединение, состоящее из частей и подразделений различных родов войск, объединённых под единоначальным (исключая довоенный период и период начала Великой Отечественной войны) командованием командира дивизии и управлением (штабом) дивизии.
Стрелковая дивизия имеет свой войсковой номер или присвоенное ей именование, своё боевое знамя, печать и номер полевой почты.
Стрелковые дивизии могли быть объединены в стрелковые корпуса.
Стрелковая дивизия является наибольшим по численности и вооружению воинским соединением, имеющим постоянный (штатный) состав, не зависящий от целей и задач дивизии. Состав соединений, больших по численности, как правило носит непостоянный характер и зависит от целей и задач того или иного соединения.
Организация дивизии определяется посредством единого штатного расписания или штата. Стрелковые дивизии как в мирное время, так и в военное, создавались на основе различных штатов — это зависело от многих факторов, таких как конъюнктура, организационные принципы, система вооружения, количество доступных живой силы и вооружения. Надо иметь в виду, что в реальности, дивизии нередко имели отклонения в меньшую сторону от штатной численности, например, в связи с потерями, недокомплектом вооружения или наоборот, имели излишек. То есть штат дивизии — это некий шаблон, которому в идеале стрелковая дивизия должна соответствовать.
Стрелковая дивизия состояла из управления (штаб), трёх стрелковых полков, артиллерийского полка и других частей и подразделений. Численность по штату (ОШС) военного времени на июнь 1941 года — 14 483 человека личного состава (штат 04/400-416 от 05.04.41).
Стрелковые дивизии, как правило, входили в состав стрелковых корпусов и армий.
Штатная должностная категория командира (ранее начальника) сд РККА — генерал-майор (комдив).

## Стрелковая дивизия РККА во время Гражданской войны
В вооружённых силах России советского периода, с октября 1918 года пехота как род войск именуется стрелковыми войсками (по приказу РВСР № 61 от 11 октября 1918 года все пехотные соединения, части и подразделения переименовывались в «стрелковые».
В ноябре 1918 года в РККА разработанный новый план развития полевых войск который предусматривал сформирование 47 номерных стрелковых дивизий, включавших в себя 116 бригад и 339 полков. Из них: во внутренних округах Советской России — 11 (№, с 1-й по 11-ю), на Северном фронте — 2 (№, 18-я и 19-я), на Восточном — 11 (№, 20-я — 22-я, 24-я — 31-я), на Каспийско-Кавказском — 5 (№, 32-я — 36-я), на Южном — 12 (№, 12-я — 16-я, 23-я, 37-я — 42-я), в Западной армии — 3 (17-я, Литовская, Западная), кроме того, были сформированы еще три сд (№, 1-я и 2-я Латышские и Украинская). 19 февраля 1919 года план сформирования был сообщен фронтам РККА, с приказанием закончить реорганизацию к 1 апреля 1919 года. К 15 мая 1919 года эта работа фронтами РККА была полностью завершена.

В ходе Гражданской войны Красная Армия росла. Одни дивизии погибали, другие создавались, общее количество увеличивалось. Вершины своей мощи Красная Армия достигла к началу 1920 года: 64 стрелковых и 14 кавалерийских дивизий.— Маршал Советского Союза В. Д. Соколовский, Военная стратегия, с. 163.
В РККА, на январь 1922 года, существовали в Ст. В стрелковые дивизии и отдельные стрелковые бригады Сухопутных сил, которые содержались по штату, утверждённому 5 июля 1921 года. По данному штату стрелковая дивизия состояла из управления, двух стрелковых бригад (в составе: управления, трёх стрелковых полков в каждой осбр) и учебно-кадровой бригады (трёхполкового состава с управлением) или учебно-кадрового полка.
В условиях постоянного военного строительства, то есть совершенствования организационно-штатной структуры (ОШС) формирований РККА, в период с 1922 года по 1924 год, совершенствовалась и ОШС сд. Уже 10 июля 1922 года были введены новые штаты стрелковых дивизий РККА, в соответствии с которым бригадное звено сд было ликвидировано, и дивизии стрелков Красной Армии стали иметь в своём составе:
- управление;
- три стрелковых полка. Одновременно с этим было принято решение о прекращении существования отдельных стрелковых бригад (осбр), из которых некоторые переформированные в стрелковые дивизии, а некоторые были расформированы.

## Стрелковая дивизия РККА в предвоенный период
В 1927 году в соответствии с военной реформой, в стрелковых войсках РККА, произошли следующие изменения в организационно-штатной структуре типовой сд:
- Штатная численность личного и конного состава соединения сократилась с 12 699 человек и 5687 лошадей до 12 076 человек и 4368 лошадей, то есть произвели уменьшение на 623 человека и 1319 лошадей, сокращение было проведено за счёт сокращения норм возимых боевых припасов, то есть за счёт тыла дивизии, выразившегося в принятии для перевозки боеприпасов единого артиллерийского парка, вместо имевшихся ранее паркового артиллерийского дивизиона и ружейно-пулемётного парка.
- Увеличено количество стрелков на 486 человек л/с;
- Увеличено количество возимых дач зернофуража, с одной до двух, в продовольственном транспорте формирования.
- Проведено, по частям и учреждениям сд, сокращение личного и конного состава и повозок, путём расчёта обоза только под те материальные средства, которыми дивизия будет реально обеспечена из военного округа.
- Слили в один отдельный санитарно-эпидемический отряд отдельный банно-прачечный и отдельный эпидемический отряды.
- В роту связи артдивизиона введена подвижная голубиная станция на 40 голубей, и увеличено число радиостанций — до двух единиц.

Дивизионный тыл стал составлять 11,8 % от общей численности соединения, вместо прежних 15,5 %, а число поездов для переброски формирования по железной дороге сокращено с 36 до 27 единиц.
По ОШС стрелковая дивизия сокращенного состава (резервная), отличалась от стрелковой дивизии (типовой) следующим:
- отсутствием в стрелковых полках полковой артиллерии;
- меньшим количеством батарей в артиллерийском полку сд (вместо 10 — 9, то есть все три дивизиона однотипные трёхбатарейные;
- отсутствием отдельного кавалерийского эскадрона;
- отсутствием в роте связи радиотелефонного взвода.

Общая численность личного и конного состава сд с/с — 9952 человек и 2919 лошадей.
Начиная с 1936 года был введён единый штат военного времени 04/620. Для входящих в дивизию частей и подразделений были предусмотрены свои штаты, но в общем принято называть штат стрелковой дивизии по номеру штата управления дивизии.

### Численность и вооружение по штату 04/620 от 31.12.35 г.

#### Структура и личный состав
| Состав (части и подразделения)                          | Количество личного состава |
| ------------------------------------------------------- | -------------------------- |
| Управление дивизии (штат 04/620)                        | 135 человек                |
| Три стрелковых полка (штат 04/621)                      | 2485 человек в каждом      |
| Отдельный батальон связи (штат 04/626)                  | 330 человек                |
| Отдельный сапёрный батальон (штат 04/627)               | 499 человек                |
| Отдельный танковый батальон (штат 04/628)               | 349 человек                |
| Артиллерийский парк (штат 04/629)                       | 351 человек                |
| Дегазационный отряд (штат 04/630)                       | 32 человека                |
| Отдельный полевой хлебозавод (штат 04/632)              | 138 человек                |
| Отдельный взвод подвоза и питания горючим (штат 04/627) | 37 человек                 |
| Полевой походный госпиталь (штат 04/634)                | 115 человек                |
| Отдельный медико-санитарный батальон (штат 04/635)      | 248 человек                |
| Отдельный разведывательный батальон (штат 04/651)       | 406 человек                |
| Отдельный зенитный дивизион (штат 04/653)               | 335 человек                |
| Продовольственный транспорт (штат 04/654)               | 139 человек                |
| Артиллерийский полк (штат 04/655)                       | 2491 человек               |
| Всего в дивизии                                         | 13 060 человек             |

Также в некоторых дивизиях имелось авиационное звено связи (штат 15/468) из 15 человек личного состава и трёх самолётов У-2.

#### Вооружение и транспорт
| Вид                           | Количество |
| ----------------------------- | ---------- |
| Конский состав                | 4798       |
| Автомашины                    | 471        |
| Тракторы                      | 70         |
| Танки                         | 60         |
| Танкетки                      | 84         |
| Бронемашины                   | 12         |
| 152-мм гаубицы                | 12         |
| 122-мм гаубицы                | 12         |
| 76-мм пушки                   | 38         |
| 76-мм пушки СПК               | 4          |
| 45-мм противотанковые пушки   | 18         |
| 37-мм зенитные пушки          | 12         |
| 82-мм миномёты                | 18         |
| Комплексные зенитные пулемёты | 18         |
| Станковые пулемёты            | 175        |
| Ручные пулемёты               | 370        |
| Ружейные гранатометы          | 249        |

### Кадровая стрелковая «ординарная» дивизия на 8900 чел. по штату мирного времени от14.08.1939года
| Состав (части и подразделения)             | Количество личного состава |
| ------------------------------------------ | -------------------------- |
| Управление                                 | 105                        |
| Отдельный батальон связи                   | 204                        |
| Штабная рота                               | 44                         |
| Школа                                      | 36                         |
| Две телеграфно-кабельные роты              | 43 в каждой                |
| Отдельный разведывательный батальон        | 175                        |
| Кадровый состав мотоциклетной роты         | 20                         |
| Автоброневая рота                          | 24                         |
| Кавалерийский эскадрон                     | 58                         |
| Рота танков Т-38                           | 25                         |
| Отдельный сапёрный батальон                | 218                        |
| Школа                                      | 36                         |
| Кадровый состав сапёрной роты              | 10                         |
| Две сапёрные роты                          | 38 в каждой                |
| Техническая рота                           | 28                         |
| Переправочный парк                         | 9                          |
| Кадровый состав госпиталя                  | 6                          |
| Кадровый состав тылов                      | 15                         |
| Политотдел                                 | 19                         |
| Дивизионная артиллерийская мастерская      | 15                         |
| Штаб артиллерии                            | 36                         |
| Лёгкий артиллерийский полк                 | 1052                       |
| Штаб                                       | 11                         |
| Строевые подразделения                     | 71                         |
| Партполитаппарат                           | 8                          |
| Подразделения обслуживания                 | 108                        |
| Школа                                      | 102                        |
| 1-й дивизион                               | 248                        |
| Три батареи по четыре 76-мм пушки          | 69 в каждой                |
| 2-й и 3-й дивизионы                        | 248 в каждом               |
| Одна батарея — четыре 76-мм пушки          | 69                         |
| Две батареи по четыре 122-мм гаубицы       | 69 в каждой                |
| Гаубичный артиллерийский полк              | 778                        |
| Штаб                                       | 10                         |
| Строевые подразделения                     | 64                         |
| Партполитаппарат                           | 8                          |
| Подразделения обслуживания                 | 95                         |
| Школа                                      | 76                         |
| 1-й дивизион                               | 254                        |
| Три батареи по четыре 122-мм гаубицы       | 71 в каждой                |
| 2-й дивизион                               | 254                        |
| 3 батареи по 4 152-мм гаубицы              | 71 в каждой                |
| Отдельный дивизион ПТО                     | 143                        |
| Батарея (шесть 45-мм пушек)                | 59                         |
| Две батареи по шесть 45-мм пушек           | 37 в каждой                |
| Отдельный зенитный артиллерийский дивизион | 132                        |
| Батарея (четыре 76-мм пушки)               | 49                         |
| Две батареи по четыре 37-мм пушки          | 26 в каждой                |
| Три стрелковых полка                       | 2013 в каждом              |
| Штаб                                       | 10                         |
| Рота ПВО                                   | 41                         |
| Взвод крупнокалиберных пулемётов           | 25                         |
| Взвод счетверённых пулемётов               | 13                         |
| Музыкантский взвод                         | 11                         |
| Рота связи                                 | 74                         |
| Штабной взвод                              | 13                         |
| Радиовзвод                                 | 11                         |
| Два телефонно-сигнальных взвода            | 22 в каждом                |
| Команда конных разведчиков                 | 15                         |
| Взвод пешей разведки                       | 29                         |
| Отделение мотоциклов                       | 2                          |
| Школа                                      | 146                        |
| Подразделения обслуживания                 | 113                        |
| Партполитаппарат                           | 8                          |
| Батарея 45-мм пушек (шесть орудий)         | 37                         |
| Батарея 76-мм пушек (шесть орудий)         | 76                         |
| Миномётный взвод                           | 19                         |
| Сапёрный взвод                             | 13                         |
| Взвод ПХО                                  | 15                         |
| Три стрелковых батальона                   | 463 в каждом               |
| Штаб                                       | 2                          |
| Взвод пешей разведки                       | 29                         |
| : четыре отделения                         | 7 в каждом                 |
| Взвод связи                                | 22                         |
| Взвод ПТО                                  | 11                         |
| Миномётный взвод                           | 11                         |
| Три стрелковых роты                        | 110 в каждой               |
| : миномётное отделение                     | 5                          |
| : Три стрелковых взвода                    | 29 в каждом                |
| :: четыре стрелковых отделения             | 7                          |
| : Пулемётный взвод                         | 12                         |
| :: два отделения станковых пулемётов       | 4 в каждом                 |
| :: отделение крупнокалиберных пулемётов    | 3                          |
| Пулемётная рота                            | 56                         |
| : Три пулемётных взвода                    | 17 в каждом                |
| Всего                                      | 8937 человек               |

### Количество стрелковых дивизий РККА в предвоенный период
| На дату    | Кадровых | Смешанных | Территориальных |
| ---------- | -------- | --------- | --------------- |
| 01.01.1935 | 23       | 19        | 42              |
| 01.01.1936 | 25       | 19        | 42              |
| 01.01.1937 | 49       | 4         | 35              |
| 01.01.1938 | 50       | 2         | 34              |
| 01.01.1939 | 84       | 2         | 14              |

 (Итого сто. В нумерации дивизий имелись пропуски. Номеров дивизий больше, чем сто: 101-я СД 101-я горнострелковая дивизия (101-я гсд) сформирована 28 августа 1938 года во 2-й отдельной краснознамённой армии (2 ОКА) в городе Петропавловск-Камчатский на базе 292-го стрелкового полка Тихоокеанского флота (ТОФ) ВС СССР, развёрнутого в 1937 году из 10-го отдельного стрелкового батальона 4-го Башкирского полка, передислоцированного из Уфы.
89-я стрелковая дивизия сформирована в июле 1940 г в Орловском ВО.
88-я, 91-я стрелковые дивизии сформированы в сентябре 1939 г.

### Стрелковая дивизия РККА по штатам военного времени 04/20-04/27,04/29-04/38 от 13.09.1939 г.
- Командование дивизии
- Штаб
- Политотдел
- Начальники служб
- 3 стрелковых полка (4035 человек личного состава каждый)
- Артиллерийский полк (1898 чел. л/с)
- Гаубичный артиллерийский полк (1323 чел. л/с)
- Отдельный зенитный дивизион (352 чел. л/с)
- Отд. арт.дивизион ПТО (282 чел. л/с)
- Арт. парковый дивизион (476 чел. л/с)
- Отд. батальон связи (312 чел. л/с)
- Отд. развед. батальон (328 чел. л/с)
- Отд. саперный батальон (600 чел. л/с)
- Отд. медсанбат (260 чел. л/с)
- Передвижной полевой госпиталь(104 чел. л/с)
- Вет. лазарет(45 чел. л/с)
- Отд. ремонт.-восст. рота(90 чел. л/с)
- Отд. дегаз. рота(80 чел. л/с)
- Отд. авторота подвоза(194 чел. л/с)
- Комендантский взвод(45 чел. л/с)
- Фин. отделение
- Отделения снабжения (всего 4)
- Отд. полевой хлебозавод(196 чел. л/с)

Всего в стрелковой дивизии по штату 04/20 от 13.9.1939 г. насчитывалось 18 906 чел. л/с.
На вооружении состояло: 4212 винтовок в стрелковых подразделениях, 534 ручных пулемёта, 162 станковых пул., 327 мортирок для метания ружейных гранат,
81 50-мм миномёт, 36 82-мм миномётов, 12 120-мм миномёта,
60 ПТ ружей(*),
54 45-мм пушек, 18 76-мм полковых пушек, 20 76-мм дивизионных пушек, 28 122-мм гаубиц, 12 152-мм гаубиц,
33 зенитных пулемёта, 8 37-мм зенитных пушек, 4 76-мм зенитных пушек, 16 плавающих танков,
12 бронемашин, 746 автомашин всех видов, 92 трактора(гусеничных тягачей), 6200 лошадей.
(*) число ПТР в штате было задано авансом, под разрабатывавшееся в то время ПТР Рукавишникова, которое так и не было запущено в производство.

### Стрелковая дивизия РККА — штат в/вр 04/100 от 10.06.1940 г.
- Командование
- Штаб
- Политотдел
- Начальники служб
- Начальник снабжения со своими службами, 13 ч.
- Начальник артиллерии, штаб артиллерии, штабная батарея, службы, 76 ч.
- 3 стрелковых полка, 3762 ч. каждый
- Артиллерийский полк, 1204 ч.
- Гаубичный артиллерийский полк, 1520 ч.
- Отдельный дивизион 45 мм пушек, 275 ч.
- Отдельный зенитный дивизион, 310 ч.
- Отдельный батальон связи, 306 ч.
- Отдельный разведывательный батальон, 468 ч.
- Отдельный сапёрный батальон, 561 ч.
- Отдельный автотранспортный батальон, 370 ч.
- Отдельный медсанбат, 272 ч.
- Ветлазарет, 39 ч.
- Отдельная рота регулировщиков, 50 ч.
- Комендантский взвод, 25 ч.
- Взвод дегазации местности и матчасти, 25 ч.
- Отдельный хлебозавод, 144 ч.
- Гурт скота, 9 ч.
- Финотделение

Всего личного состава в СД штата 04/100 от 10.06.1940 г. содержалось — 17166 ч.
На вооружении состояло: 437 ручных пулемёта, 166 станковых, 84 50-мм миномёта, 54 82-мм миномёта, 12 120-мм миномёта, 60 ПТ ружей(*), 54 45-мм пушек, 18 76-мм полковых пушек,
16 76-мм дивизионных пушек, 32 122-мм гаубиц, 12 152-мм гаубиц, 33 зенитных пулемёта,
8 37-мм зенитных пушек, 4 76-мм зенитных пушек, 16 плавающих танка, 13 бронемашин, 827 автомашин всех видов, 88 арттягачей и тракторов, 4218 лошадей.
(*) см. выше

### Стрелковая дивизия РККА — штат в/вр 04/400-416 от 05.04.1941 г.[4]
|                                         | № штата | Комначсостав | Мл. комсостав | Рядовой состав | Всего |
| Управление дивизии                      | 04/400  | 75           | 14            | 44             | 133   |
| Штабная батарея Нач.артил.              | 04/413  | 4            | 16            | 49             | 69    |
| Стрелковый полк (в дивизии — 3)         | 04/401  | 187          | 435           | 2560           | 3182  |
| Стрелковый батальон(в стр.полку-3)      |         | 35           | 103           | 640            | 778   |
| Артиллерийский полк                     | 04/402  | 94           | 166           | 778            | 1038  |
| Гаубичный арт.полк                      | 04/403  | 126          | 228           | 923            | 1277  |
| Отд. дивизион 45-мм пушек               | 04/404  | 27           | 40            | 163            | 230   |
| Отд. зенитный дивизион                  | 04/405  | 29           | 55            | 203            | 287   |
| Отд. развед. батальон                   | 04/406  | 33           | 55            | 185            | 273   |
| Отд. батальон связи                     | 04/407  | 32           | 53            | 193            | 278   |
| Отд. сапёрный батальон                  | 04/408  | 36           | 87            | 398            | 521   |
| Отд.хим.рота                            | 04/409  | 4            | 11            | 43             | 58    |
| Отд. автобат                            | 04/410  | 28           | 37            | 190            | 255   |
| Отд.медсанбат                           | 04/411  | 51           | 46            | 156            | 253   |
| Отд. полевой хлебозавод на автотяге ПАХ | 04/412  | 8            | 12            | 109            | 129   |
| Взвод регулирования                     | 04/414  | 1            | 3             | 29             | 33    |
| Артил.рем.мастерская /ПАРМ/             | 04/811  | 6            | 21            | 18             | 45    |
| Походная мастерская по ремонту обуви    | 024/609 | 1            | 2             | 19             | 22    |
| Гурт скота                              | 04/116  | 1            | 1             | 7              | 9     |
| Военная прокуратура                     | 04/417  | 5            | -             | -              | 5     |
| Полевая почтовая станция                | 014/386 | 4            | 7             | 8              | 19    |
| Полевая касса Госбанка                  | 04/16   | 3            | -             | -              | 3     |
| Всего в дивизии                         |         | 1129         | 2159          | 11195          | 14483 |

| Вооружение                                 |       |
| ПП                                         | 1204  |
| Винтовки самозарядные, винтовки и карабины | 10420 |
| Ручные пулемёты                            | 392   |
| Станковые пулемёты                         | 166   |
| Огнемёты                                   | 30    |
| 50-мм миномёты                             | 84    |
| 82-мм миномёты                             | 54    |
| 120-мм миномёты                            | 12    |
| 45-мм пушки                                | 54    |
| 76-мм полковые пушки                       | 18    |
| 76-мм дивиз.пушки                          | 16    |
| 122-мм гаубицы                             | 32    |
| 152-мм гаубицы                             | 12    |
| 7,62-мм компл.зен. пулемёты                | 24    |
| 12,7-мм зенитные пулемёты                  | 9     |
| 37-мм зенитные пушки                       | 8     |
| 76-мм зенитные пушки                       | 4     |
| Транспорт                                  |       |
| Повозки                                    | 841   |
| Мотоциклы                                  | 14    |
| Бронеавтомобили                            | 13    |
| Танки (Т-37, Т-38, Т-40)                   | 16    |
| Лошади                                     | 3039  |
| Грузовые автомобили                        | 451   |
| Специальные автомобили                     | 78    |
| Радио автомобили                           | 10    |
| Легковые автомобили                        | 19    |
| Трактора                                   | 99    |

К началу Великой Отечественной войны в составе РККА было 198 стрелковых дивизий, в том числе 2 мотострелковых (расположенных в Монголии) и 19 горнострелковых. Данные из общедоступных открытых источников о том, в каких штатах содержались эти дивизии, весьма противоречивы. Согласно одним авторам около 10 % из общего числа стрелковых дивизий содержалось по штату военного времени 04/400, около 80 % — по штатам мирного времени 4/100 (12 000 чел.) или 4/400 (также 12 000 чел.), остальное количество (немногим более 10 %) приходилось на горнострелковые (содержались по штату 4/140), 2 мотострелковые и 2 стрелковых дивизии, содержащиеся по штату 4/120 (6 000 чел.). Согласно же другим исследователям, стрелковых дивизий, завершивших мобилизацию и перешедших на штат 04/400 военного времени к 22 июня 1941 года, не было. Так как штат военного времени 04/400 был принят 05 апреля 41 года, то к началу войны успели только отдать директиву о переходе мобилизационного планирования со штата военного времени 04/100 (принятый 10 июня 1940 года) на штат 04/400. Кроме того, штат мирного времени 4/400 к 22.06.41 года не был введён вовсе и соответственно дивизий, содержащихся по этому штату, также не было. Более того нет также и достоверных данных, что этот штат 4/400 мирного времени (соотносящийся новому штату военного времени 04/400 принятому в апреле 1941 года) вообще разрабатывался, а тем более принимался. Поэтому на 22 июня 1941 года около 90 % стрелковых дивизий, по утверждению этих исследователей, содержались по старому штату мирного времени 4/100 (от 10.06.40 года) и после начала войны и объявления мобилизации сд переходили уже на новый штат военного времени 04/400 (от 5.04.41 года).
| Состав и оснащение          | Стрелковая дивизия РККА | Пехотная дивизия вермахта |
| --------------------------- | ----------------------- | ------------------------- |
| Личный состав (чел.)        | 14 483                  | 16 859                    |
| Винтовки и карабины (шт.)   | 10 420                  | 11 500                    |
| Пулеметы (станковые) (шт.)  | 166                     | 142                       |
| Пулеметы (ручные) (шт.)     | 392                     | 434                       |
| Пулеметы зенитные (шт.)     | 33                      | —                         |
| Пистолеты-пулеметы (шт.)    | 1 204                   | 486                       |
| Противотанковые ружья (шт.) | —                       | 81                        |
| Орудия (шт.)                | 144                     | 161                       |
| Минометы (шт.)              | 66                      | 54                        |
| Автомашины (шт.)            | 558                     | 902                       |
| Лошади (голов)              |                         |                           |
| Танки (шт.)                 | 16                      | —                         |
| Бронемашины (шт.)           | 13                      | 16                        |
| Тракторы (шт.)              | 99                      | 62                        |

Состав стрелковой дивизии РККА на 5 апреля 1941 года по данным немецкой разведки:
- Управление дивизии: (27/48/14/44)[~ 1]
- 1 (мот) штабная рота (2 ручных пулемёта)
- 1 моторизованная штабная батарея
- 3 стрелковых полка, каждый с: (131/56/435/2,560)
  - 1 штабная рота (8 ручных пулемётов)
  - 3 батальона, каждый из которых имеет:
    - 1 взвод связистов
    - 3 стрелковые роты (12 ручных пулемётов, 2 станковых пулемёта, 3 82-мм миномёта)
    - 1 миномётная рота (6 82-мм миномётов)
    - 1 пулемётная рота (12 станковых пулемётов)
    - 1 противотанковый взвод (2 45-мм ПТ-пушки)

  - Подразделения поддержки:
    - 1 рота связи
    - 1 зенитное отделение (6 37-мм зениных пушек и 3 12,7-мм зенитных пулемёта)
    - 1 сапёрная рота
    - 1 моторизованная противотанковая батарея (6 45-мм ПТ-орудий)
    - 1 батарея пехотных орудий (476,2-мм орудия)
    - 1 миномётная рота (4 120-мм миномёта)
    - 1 медицинская рота
    - 1 конная колонна снабжения
- Лёгкий артиллерийский полк: (58/36/166/778)
  - Штабная батарея
  - 1 моторизованный пулемётный отряд (2 счетвёренных 12,7-мм пулемета)
  - 2 батальона, каждый в составе:
    - Взвод связи
    - Топографический взвод
    - 2 батареи (476,2-мм орудия)
    - 1 батарея (4-122-мм орудия)
    - 1 конный поезд с боеприпасами
- Моторизованный гаубичный полк: (81/45/228/923)
  - Штабная батарея
  - 1 моторизованный пулемётный зенитный отряд (3 счетверённых 12,7-мм пулемёта)
  - 3 моторизованных дивизиона, каждый из которых имеет
    - 1 моторизованный взвод связи
    - 1 моторизованный топографический взвод
    - 2 моторизованные батареи (4 122-мм гаубицы на каждую)
    - 1 моторизованная батарея (4 152-мм гаубицы)
- Противотанковый дивизион: (15/12/40/163)
  - 3 моторизованные противотанковые батареи (6 45-мм ПТ-пушек на каждую)
- Зенитная рота: (16/13/55/203)
  - 2 моторизованные зенитные батареи (4 37-мм зенитных орудия на каждую)
  - 1 моторизованные зенитные батарея (4 76,2-мм зенитных орудия)
  - 2 моторизованные зенитные батарея (12,7-мм пулемётов на каждую)
- Разведывательный батальон (18/15/55/185)
  - 1 моторизованный взвод связи
  - 1 моторизованный административный взвод
  - 1 моторизованный мостовой отряд (9 ручных пулемётов и 3 50-мм миномёта)
  - 1 бронеавтомобильная рота (10 бронеавтомобилей)
  - 1 рота лёгких танков (16 танков Т-38 или Т-40)
- Батальон связи: (17/15/53/193)
  - 1 штабная сигнальная рота
  - 1 рота радиосвязи
  - 2 телефонные роты
  - 1 авиационный отряд связи
- Сапёрный батальон: (20/16/87/398)
  - 3 сапёрные роты
  - 1 моторизованная инженерно-техническая рота
  - 1 моторизованная колонна снабжения
  - 1 моторизованный мостовой поезд
- Танковый батальон: (назначение переменное)
  - 22 танка Т-26
  - 16 танков Т-37
- Огнемётная рота: 30 огнемётов и 1 ручной пулемёт
- Вспомогательные войска:
  - Дивизионный автотранспортный батальон (8/20/37/190)
  - Оружейная мастерская (0/6/21/18)
  - Квартермейстерская мастерская (1/0/3/29)
  - Кузнечная мастерская
  - Автомобильная мастерская
  - Ремесленная мастерская
  - Багажная рота
  - Полевая пекарня (0/8/12/109)
  - Полевая почта (0/3/3/6)
  - Дивизионная типография
  - Ветеринарный госпиталь
  - Санитарная рота
  - Дивизионный полевой госпиталь (общий медицинский персонал 2/49/46/156)[10]

## Стрелковая дивизия РККА во время Великой Отечественной войны

### Изменения штатной численности и состава стрелковой дивизии
Формирование сд в период Великой Отечественной войны происходило на основании Постановлений ГКО (Пример: Постановление ГКО № 459сс от 11 августа 1941 года). В виду постоянно менявшихся обстановки на фронте и тылу, условий формирования, требований Верховного командования и так далее, штат сд за время войны неоднократно изменялся. Всего в период с июня 1941 года по май 1945 года, с целью совершенствования основной оперативно-тактической единицы, было принято 7 новых различных штатов сд. Кроме этого в указанный период приказами НКО несколько раз вносились существенные изменения к действующему на тот момент штату.
В августе 1941 в штатный состав дивизии были внесены изменения:

  4. Стрелковые дивизии иметь в следующем составе:
        Людей ...........................  —  11.447 чел.
        Лошадей .........................  —   2.698 гол.
        Винтовок ........................  —   8.844
        Пулеметов ручных ................  —     162
        ППШ .............................  —     162
        Пулеметов станковых .............  —     108
        Пушек 37 мм или 25 мм зенитных ..  —       6
        Пушек 45 мм .....................  —      18
        Пулеметов зенитных 12,7 мм ......  —       9
    или пушек 25 мм зенитных ............  —       4
        Пушек 76 мм полковых ............  —      12
        Пушек 76 мм дивизионных .........  —      16
        Гаубиц 122 мм ...................  —       8
        Минометов 50 мм .................  —      81
        Минометов 82 мм .................  —      54
        Минометов 120 мм ................  —      18
        Автомобилей легковых ............  —       4
        Автомобилей грузовых ............  —     192
        Автомобилей специальных .........  —       5
        Тракторов .......................  —      15

— Из Постановления ГКО № 459сс от 11.08.41 «О ФОРМИРОВАНИИ СТРЕЛКОВЫХ И КАВАЛЕРИЙСКИХ ДИВИЗИЙ»

Приказ об усилении пехотного ядра и средств противотанковой обороны в стрелковых дивизиях № 0052 16 марта 1942 г.

В целях усиления пехотного ядра и средств противотанковой обороны в стрелковых дивизиях приказываю:

1. Усилить каждый стрелковый взвод стрелковых полков дивизий на 3 снайпера, 4 стрелка и один ручной пулемёт.

2. Ввести в состав стрелковой дивизии учебный батальон для подготовки младшего командного состава по штату № 04/768, численностью 600 человек.

3. Отдельные противотанковые дивизионы стрелковых дивизий (штат № 04/753) перевести на штат № 04/767 отдельного противотанкового батальона стрелковой дивизии, численностью 241 человек в составе 3 батарей 45-мм пушек (12 пушек) и роту противотанковых ружей (36 ружей).

4. Ввести в состав каждого стрелкового батальона по одной роте противотанковых ружей (16 ружей) численностью 53 человека.

5. Ввести в состав артиллерийского полка стрелковой дивизии третий дивизион в составе одной батареи 76-мм пушек (4 пушки УСВ) и одной батареи 122-мм гаубиц (4 гаубицы). В качестве средств тяги для 122-мм гаубиц ввести 15 тракторов.

6. Указанные изменения произвести в пределах численности стрелковых дивизий 12 785 человек и 1 850 лошадей, для чего в стрелковых дивизиях на 850 человек сократить обслуживающий состав.

7. Начальнику Главупраформа КА к 20.03.42 г. внести изменения в штаты стрелковых дивизий.

8. Срок исполнения настоящего приказа 1 апреля 1942 года.

Народный комиссар обороны СССР И. Сталин— ф. 4, оп. 11, д. 62, л. 130—131. Подлинник.

## Наступление
В наступлении сд могла занимать по фронту полосу наступления ударной группы стрелковой дивизии шириной в 2 — 2,5 километра, а с усилением (приданными, полком артиллерии и батальоном танков) — 3 — 3,5 километра.

## Оборона
В обороне сд могла занимать по фронту (на нормальном фронте) оборонительную полосу, то есть могла успешно оборонять полосу шириной по фронту 8 — 12 километров и в глубину 4 — 6 километров. На особо важных направлениях фронты обороны сд могут быть у́же, доходя до 6 километров оборонительной полосы на стрелковую дивизию.
Оборона на широком фронте для сд, в соответствии с рукдоками была определена в 18 — 20 километров.